# Ämnesord
Ämnesord är ord som beskriver innehållet i eller formen för till exempel en bok eller en film. Det är vanligt att böcker i en bibliotekskatalog är försedda med ämnesord. 
Man skiljer mellan "fria" ämnesord och "kontrollerade" ämnesord. Kontrollerade ämnesord hämtas från en ordlista (tesaurus) med godkända ord. I ordlistan finns hänvisningar mellan synonymer. T.ex. från "självsvält" till "anorexia". På så sätt kan man hjälpa både dem som förser material med ämnesord och dem som söker information.
Ett exempel på en lista över kontrollerade ämnesord är Svenska ämnesord (SAO). Det är ett kontrollerat ämnesordssystem med nästan 38000 termer från alla ämnesområden. Systemet har funnits sedan 2000 och används av de flesta högskole- och universitetsbibliotek. 
Ett annat ämnesordsystem är Medical Subject Headings (MeSH) som är framtaget av U.S. National Library of Medicine (NLM). Det är en lista med kontrollerade ämnesord inom medicin och hälsovetenskaper som används i databaserna Medline och Cochrane. Karolinska institutet har skapat en svensk översättning av MeSH som heter Svensk MeSH. 
I Finland har man länge allmänt använt tesaurusen Allärs, som har en hierarkisk struktur där ämnesorden kan ha relaterade, underordnade eller överordnade termer. Allärs används i Finland både inom kommunala och vetenskapliga bibliotek. Dess finska motsvarighet heter YSA.